# Tunntarm

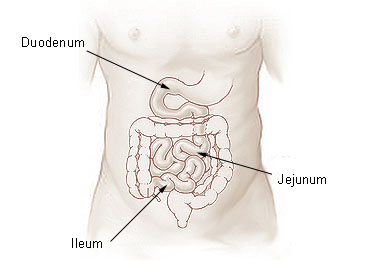
Tunntarmens uppbyggnad.

Tunntarmen, latin: intestinum tenue, ingår i tarmpaketet tillsammans med tjocktarmen och ändtarmen.
Tunntarmen är normalt tre till fem meter lång hos människan. Dess huvudsakliga uppgift är att absorbera näringsämnen, mineraler och vitaminer och även lite vatten från tarminnehållet. Galla utsöndras till tolvfingertarmen från gallblåsan. Levern, bukspottkörteln och gallblåsan påskyndar matnedbrytningen genom att utsöndra enzymer.

## Uppbyggnad
Tunntarmen är matsmältningskanalens längsta del. Hos döda individer blir den längre, då musklerna inte längre är sammandragna. Tunntarmen delas upp i tolvfingertarmen (duodenum), tomtarmen (jejunum) och krumtarmen (ileum). Tunntarmen börjar vid den nedre magmunnen i magsäcken och slutar samt mynnar ut i tjocktarmen, där blindtarmen övergår till tjocktarmen. Tunntarmen rör sig fritt i bukhålan, överallt förutom den del som kallas tolvfingertarmen. Tarmen fäster med hjälp av ett tarmkäx format som en solfjäder vid den bakre bukväggen. Tarmkäxet består av bindväv, fettvävnad, och blodkärl, lymfkärl, nerver och lymfkörtlar.
Slemhinnan i tunntarmen innehåller tarmludd som består av så kallade villi, det vill säga, många utskott inte större än en millimeter, som förstorar tunntarmens yta. Dessa består av enterocyter, på vars yta mikroskopiska utskott, så kallade mikrovilli, sitter, vars uppgift är att hjälpa till att absorbera näringsämnen. Genom denna ytförstoring effektiviseras näringsupptaget. Tunntarmens yta uppgår i medeltal till cirka 30 kvadratmeter. I vissa fall kan man bli drabbad av tunntarmssvikt, vilket innebär att tunntarmen slutar fungera som den ska och släpper igenom mat utan att ta upp näring. Detta leder ofta till döden, men på senare tid har läkare kunnat transplantera delar av tarmen och på så sätt rädda patienten. Tarmsvikt drabbar en på sex miljoner.
Slemhinnan innehåller även körtlar som producerar vätska, tarmsaft. Det är svårt att få en objektiv överblick av hela tunntarmen, eftersom den är så lång och slingrig. Man har försökt att överblicka den genom att röntgenundersöka med hjälp av ett kontrastmedel som sväljs ned, och som i sin tur förs vidare i tunntarmen med hjälp av dess rörelser. DT-enterografi har också använts.

## Funktion
Tunntarmen styrs dels av det autonoma nervsystemet, dels av ett eget nervsystem enteriska nervsystemet. Huvudfunktionen är att bryta ned näringsämnen i mindre beståndsdelar med hjälp av enzymer från bukspottkörteln, som sedermera skall absorberas till blodkärlen och lymfkärlen. Tarmens försvarssystem skyddar kroppen mot mikroorganismer som födan kan föra till tarmen.

## Sjukdomar
Det finns ett antal olika sjukdomar som kan drabba tunntarmen. Vanliga symptom på att man har en tunntarmssjukdom är att man får diarré, viktminskning, vitaminbrist, saltbrist, näringsbrist och brist på spårämnen, men även att man får buksmärtor vid tarmförträngningar. Olika sjukdomar som förekommer i tunntarmen är tarmvred, såsom volvulus, invagination, överkänslighet mot olika födoämnen såsom laktos, gluten med flera, inflammationer som Crohns sjukdom, sårsjukdomar som tarmtuberkulos och Behçets sjukdom, infektioner som Whipples sjukdom, strålreaktioner, tunntarmscancer, godartade tunntarmstumörer, samt blodproppar. Sjukdomar i tunntarmen risker att leda till tarmsvikt.